# Polarisatie (elektromagnetisme)
Polarisatie van elektromagnetische straling, bijvoorbeeld zichtbaar licht, slaat op de wijze waarop de elektrische veldvector {\displaystyle {\vec {E}}} trilt.
De straling afkomstig van de meeste lichtbronnen en de zon is een mengsel van alle mogelijke polarisaties. Dit licht wordt ongepolariseerd genoemd. De veldvector van de elektromagnetische straling is op verschillende manieren te ontbinden. Circulair en elliptisch gepolariseerd licht kan worden ontbonden in twee orthogonale componenten. Lineair gepolariseerde straling is ook te ontbinden in twee even grote circulaire componenten volgens twee draaizinnen (richtingen): in uurwerkzin en in tegenuurwerkzin. De wijze van ontbinding van de elektrische vector is willekeurig en afhankelijk van de benaderingswijze.
Men kan de polarisatie van straling - de richting waar in de elektrische veldvector {\displaystyle {\vec {E}}} trilt - selecteren of veranderen door bepaalde maatregelen (zie verder). Men onderscheidt drie soorten gepolariseerd licht:
1. lineair gepolariseerd licht: E trilt enkel in één vlak
2. circulair gepolariseerd licht: E trilt enkel in één draaizin
3. elliptisch gepolariseerd licht: een mengvorm

| Lineaire polarisatie | Circulaire polarisatie | Elliptische polarisatie |
| Lineair              | Circulair              | Elliptisch              |

## Kenmerken
Elektromagnetische straling gedraagt zich als een transversale golf. Dit betekent dat zowel de elektrische als de magnetische veldcomponent loodrecht op de voortplantingsrichting staan. In de vrije ruimte staan beide veldcomponenten ook loodrecht op elkaar. Wanneer we het over de polarisatie van een elektromagnetische golf hebben, bedoelen we altijd de polarisatie van de elektrische veldcomponent. De magnetische veldcomponent staat loodrecht hierop.
Een elektromagnetische golf kan lineair, circulair of elliptisch gepolariseerd zijn. In het eerste geval is de polarisatierichting constant, in het tweede geval draait de polarisatie 360 graden over 1 golflengte. Dit kan linksom zijn, of rechtsom.

Bij reflectie van een elektromagnetisch golf op een materiaal met een andere dichtheid kan de polarisatie van de gereflecteerde golf anders zijn dan die van de invallende golf. Dit is goed te zien wanneer men op een zonnige dag een Polaroid® zonnebril voor zich houdt terwijl men naar reflecties van zonlicht op water of op een venster kijkt. Als de bril van horizontaal naar verticaal gedraaid wordt, is te zien dat het materiaal waaruit de glazen van deze bril zijn gemaakt, licht met verschillende polarisatie in verschillende mate verzwakt.
Wanneer men twee glazen op elkaar legt kan men bij draaiing van een ervan zien dat er een richting is waarbij vrijwel alle licht geblokkeerd wordt. Men spreekt dan van gekruiste polarisatoren.
Sommige dieren kunnen de polarisatie van het licht waarnemen. De mens kan dat ook, maar dat is niet eenvoudig. Zie Bundel van Haidinger.

## Hoe elektromagnetische golven polariseren

### Polarisatie door dubbele breking
Als licht een anisotroop medium binnendringt vindt dubbelbreking plaats, waarbij het ongepolariseerde licht in twee lichtstralen met loodrecht op elkaar staande golfbewegingen wordt gescheiden. Nu kan lineair gepolariseerd licht gemaakt worden door een van de twee stralen weg te filteren. Dit kan op twee manieren.

Polarisatie door absorptie

Filteren kan door absorptie van een van de twee stralen. Sommige mineralen, zoals toermalijn, hebben de eigenschap invallend licht met een bepaalde golfrichting te absorberen (zogenaamd pleochroisme), terwijl licht met andere golfrichtingen gebroken wordt. De lichtstraal die het toermalijnkristal binnenvalt splitst in twee stralen met ongeveer dezelfde hoeveelheid energie. Daarna absorbeert het mineraal een van de twee, waarna slechts één lichtstraal, van lineair gepolariseerd licht, overblijft. Filteren door absorptie wordt bijvoorbeeld toegepast bij polarisatiefilters.
Een tweede manier om een van de twee door dubbelbreking geproduceerde stralen te elimineren is door gebruik te maken van de kritieke hoek. Nadat de lichtstraal in een anisotroop medium binnengaat zal deze splitsen in de twee lineair gepolariseerde stralen. Door de anisotropie van het materiaal is de lichtsnelheid in verschillende richtingen anders, waardoor de ene straal zich iets sneller voortplant dan de andere. De brekingsindex is daarom ook verschillend, en hiervan kan gebruikgemaakt worden door een tweede oppervlak aan te brengen waarop een van beide stralen weerkaatst wordt. Dit gebeurt bijvoorbeeld in een Nicol prisma.

### Polarisatie door weerkaatsing
Als licht onder een hoek weerkaatst wordt door een glad oppervlak, is de weerkaatste lichtstraal lineair gepolariseerd in een richting parallel met het oppervlak als de hoek tussen de weerkaatste en gebroken stralen 90° bedraagt. De invalshoek van het licht om deze hoek tussen de weerkaatste en gebroken stralen te krijgen heet de hoek van Brewster en is met de Wet van Snellius eenvoudig te berekenen. Men noemt de polarisaties respectievelijk P (parallel) of TM (transvers (=dwars) magnetisch) en S (sagittaal) of TE (transvers elektrisch).

### Polarisatie door verstrooiing
Polarisatie door verstrooiing komt in de natuur voor als licht in de dampkring interacties heeft met stof en de moleculen waaruit de lucht bestaat, waarna het op eenzelfde manier als bij reflectie gepolariseerd raakt. Dit veroorzaakt de blauwe kleur van de lucht, omdat uit lichtstralen door de atmosfeer het blauwe en violette licht door deze botsingen het meest verstrooid wordt. De polarisatie van het hemellicht is het sterkst bij hoeken tussen waarnemer, hemelgedeelte en de zon van 90 graden.

## Omzetting van polarisatie
- Lineair naar lineair: Lineair gepolariseerd licht in de ene richting gaat over in de andere richting met een half-lambdaplaatje (half-golflengteplaatje). Dit is een plaatje uit een anisotroop materiaal zoals kwarts, dat een zodanige dikte heeft, dat het voor een bepaalde golflengte van licht één polarisatie 180° vertraagt ten opzichte van de andere.
- lineair naar circulair: Lineair gepolariseerd licht gaat over in circulair gepolariseerd licht met een kwart-lambdaplaatje (kwart-golflengteplaatje). Dit is een plaatje uit een anisotroop materiaal zoals kwarts, dat een zodanige dikte heeft, dat het voor een bepaalde golflengte van licht één polarisatie 90° vertraagt ten opzichte van de andere.
- Retarder: Een Faraday-rotator vertraagt ook één richting ten opzichte van een andere door invloed van het magneto-optisch effect.

## Polarisatie van radiogolven
Voor telecommunicatie doeleinden opgewekte radiogolven hebben ook een polarisatierichting, die afhankelijk is van de stand van de zendantennes. In het langegolf- en middengolfgebied wordt meestal verticale polarisatie gebruikt, terwijl in het korte golf, VHF en UHF gebied zowel horizontale als verticale polarisatie wordt gebruikt. Satellieten, zoals de Astra gebruiken elke frequentie tweemaal, zowel horizontaal als verticaal gepolariseerd. Zend- en ontvangstantennes moeten dezelfde polarisatierichting hebben. Bij de nu niet meer in gebruik zijnde analoge tv-uitzendingen werd in Nederland horizontale polarisatie toegepast. Bij Digitenne gebruikt men echter verticale polarisatie. Radiogolven kunnen ook circulair gepolariseerd worden opgewekt, door twee loodrecht op elkaar staande zendantennes met een 90° in fase verschoven signaal te voeden. In Nederland wordt voor radio-uitzendingen op de FM-band en voor DAB+ verticale polarisatie gebruikt. Reden hiervoor is dat de antennes op mobiele ontvangers (draagbaar, auto etc.) veelal verticaal zijn.

## Toepassingen

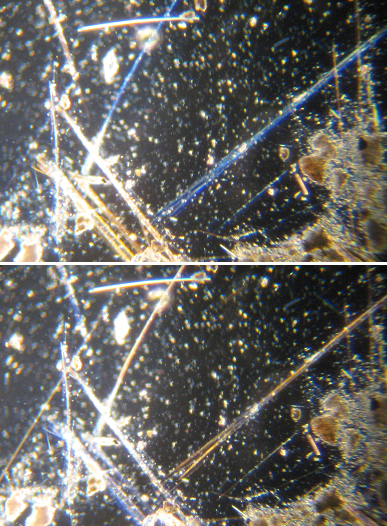
Gepolariseerd licht wordt gebruikt om asbestvezels te onderscheiden. Afgebeeld zijn amosietvezels.

### Microscopie
In de microscopie wordt polarisatie ook vaak toegepast. Wanneer men een object tussen gekruiste polarisatoren aanbrengt ziet men een donker beeld wanneer het materiaal amorf is, maar indien het kristallijn is met een voldoende lage symmetrie vindt er door dubbelbreking draaiing van het polarisatievlak plaats en glipt er licht door de analysator, het tweede polarisatie filter. Aangezien de draaiing afhangt van de golflengte is dit vaak de aanleiding tot een beeld met prachtige kleuren omdat sommige kleuren wel en andere niet doorgelaten worden. Men gebruikt dit bijvoorbeeld om asbestvezels te onderscheiden van glasvezels.

### Radio en röntgenstraling
Polarisatie kan ook optreden bij andere delen van het elektromagnetisch spectrum, bijvoorbeeld bij radio- en röntgenstraling. Men moet bijvoorbeeld bij röntgendiffractie daarmee rekening houden bij het bepalen van de intensiteit van de reflecties. In de radioastronomie wordt gepolariseerde radiostraling gemeten. Voor telecommunicatie zie boven.

### Optische activiteit van moleculen
In de Scheikunde spreekt men van optische activiteit van een stof, als deze stof de richting van de polariteit van doorvallend licht verandert (zie ook optische isomerie). De termen linksdraaiend en rechtsdraaiend die soms vermeld staan op de verpakking van voedingsmiddelen zijn oorspronkelijk hiervan afkomstig. Vele door organismen voortgebrachte stoffen zijn optisch actief. Als een verbinding kunstmatig gemaakt wordt, uitgaande van een niet optisch actieve verbinding, bevat ze evenveel enantiomorfen linksdraaiend als rechtsdraaiend materiaal en spreekt men van een racemisch mengsel. Meting van polarisatiedraaiing laat ook toe de concentratie snel en contactloos te bepalen, bijvoorbeeld in de voedingsindustrie.

### Lcd-scherm
Een vloeibaar kristal draait de polarisatierichting als er een elektrische spanning over staat. Door een polarisatiefilter voor en achter het vloeibare kristal aan te brengen, wordt de spanning zichtbaar, zodat het vloeibare kristal bruikbaar is als scherm voor horloges en dergelijke.

### Stereoprojectie
Bij projectie van stereofoto's wordt wel gepolariseerd licht gebruikt. De toeschouwers dragen een bril met polariserende glazen, waardoor elk oog een ander beeld ziet. Ook de cobox werkt volgens dit principe.

### Lasers met venster
Lasers zijn er zowel met ongepolariseerd licht als met gepolariseerd licht. Lasers met gepolariseerd licht hebben gewoonlijk een brewstervenster in de optische weg.

### Gepolariseerde zonnebrillen
Gepolariseerde zonnebrillen vinden toepassing bij het uitschakelen van hinderlijke reflecties. Zonnebrillen maken gebruik van een polaroid die zo opgesteld staat dat het dit soort licht opvangt en zorgen ervoor dat weerkaatst licht wordt tegengehouden. Hiervoor wordt verondersteld dat de dragers van de zonnebril rechtop staan wanneer ze naar bijvoorbeeld water kijken. Daarom wordt het filter horizontaal in de bril gezet om schitteringen te blokkeren.

### Polarisatiefilter
Fotografen gebruiken hetzelfde principe om weerkaatsingen te verwijderen, zodat ze objecten die onder water liggen kunnen fotograferen. In dit geval wordt het polarisatiefilter zo gemonteerd op de camera dat het gedraaid kan worden tot de juiste hoek.

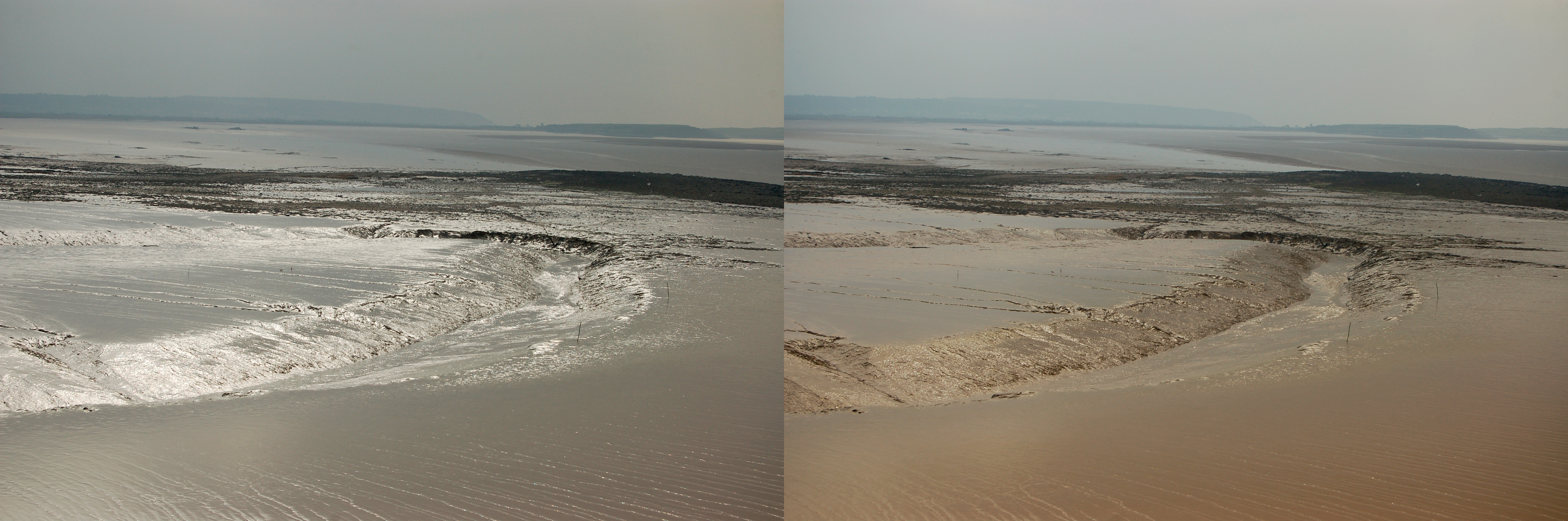
Foto's genomen door een camera met filter bij twee verschillende hoeken. In de linker foto is het filter zo gedraaid dat de weerkaatsingen worden gemaximaliseerd. In de rechter is het filter 90° gedraaid om de weerkaatsingen te minimaliseren. Bijna al het weerkaatste zonlicht is verwijderd.

airy-schijf · amplitude · brekingsindex · brewsterhoek · dopplereffect · fase · foto-elektrisch effect · frequentie · fresnelvergelijkingen · fresnel-zoneplaat · getal van Abbe · golffront · golflengte · holografie · intensiteit · interferometer ·  laser · lasersnijden · lichtenergie · lichtgrootheden en -eenheden · lichtmeter · lichtsnelheid · lichtsterkte · lichtstroom · Mach-Zehnder-interferometer · Michelson-interferometer · ooggevoeligheid · optische vezel · polarimeter · polarisatie · poynting-vector · principe van Huygens-Fresnel · principe van Fermat · prisma · schlierenoptica · specifieke lichtstroom · stralingsdeler · tralie · transversale golf · verlichtingssterkte · wet van Bragg
infrarood · kleur · licht · monochromatisch licht · spectrum · ultraviolet · wit licht
absorptie · coherentie · diffractie · dispersie · interferentie · lichtbreking · reflectie · totale interne reflectie · transmissie
emissie · gestimuleerde emissie · fluorescentie · fosforescentie · luminantie · luminescentie
fluorescentiespectroscopie · spectraalanalyse · spectraallijn · Spectroscopie · UV/VIS-spectroscopie
halo · newtonring
David Brewster · Christian Doppler · Charles Fabry · Pierre de Fermat · Joseph von Fraunhofer · Dennis Gabor · Augustin Fresnel · Heinrich Hertz · Christiaan Huygens · Hendrik Lorentz · Albert Michelson · James Clerk Maxwell · Edward Morley · Isaac Newton · Alfred Pérot · Thomas Young